# Resolución 4 del Consejo de Seguridad de las Naciones Unidas
La resolución 4 del Consejo de Seguridad de las Naciones Unidas, aprobada el 29 de abril de 1946, acordó la creación de un subcomité encargado de examinar la situación en España, así como evaluar el posible peligro para la paz internacional que podría suponer la existencia del régimen franquista en el país. La resolución fue aprobada con los votos favorables de todos los miembros, excepto el de la Unión Soviética, que se abstuvo.

## Contexto
España, por el apoyo que el gobierno encabezado por Francisco Franco había proporcionado a las potencias del eje durante la Segunda Guerra Mundial, se había convertido en un país excluido de los planes de posguerra, en especial los relativos a la instauración de un nuevo sistema de organización internacional bajo las Naciones Unidas y basadas en los postulados de la Carta. Antes incluso de finalizar la guerra, durante la Conferencia de Potsdam (julio-agosto de 1945), el comunicado final pactado por las grandes potencias hacía una referencia explícita a España en lo referente a al ingreso de nuevos socios en la ONU.

El ingreso en la ONU está abierto a todos los Estados amantes de la paz que acepten las obligaciones contenidas en la Carta y que, a juicio de la Organización, sean capaces y estén dispuestos a cumplir con dichas obligaciones.
(...)
Los tres gobiernos, en lo que a ellos concierne, apoyarán las candidaturas de ingreso de todos aquellos países que hayan permanecido neutrales durante la guerra y que cumplan con las condiciones arriba mencionadas.
Los tres gobiernos, sin embargo, se sienten obligados a declarar que, por su parte, no apoyarán ninguna solicitud de ingreso del presente gobierno español, el cual, habiendo sido establecido con el apoyo de las potencias del Eje, no posee, en razón de sus orígenes, su naturaleza, su historial y su asociación estrecha con los estados agresores, las cualidades necesarias para justificar ese ingreso.
Apartado IX, "Conclusión de tratados de paz y de admisión en la Organización de las Naciones Unidas". Comunicado final de la Conferencia de Potsdam.

La "cuestión española", la condena al régimen franquista mediante la exclusión de los nuevos organismos internacionales, fue resultado de las pretensiones ejercidas por la Unión Soviética y de las cesiones concedidas por el Reino Unido y los Estados Unidos.

## Subcomité
El subcomité, según la resolución, debía estar formado por cinco de los países miembros del Consejo y tendría presentar un informe final antes de finalizar el mes de mayo de ese mismo año. Creado durante la misma sesión que aprobó el texto de la resolución, la 46ª, el Consejo decidió que formaran parte de él Australia, Brasil, China, Francia y Polonia. Asimismo se acordó que Australia ocuparía su presidencia. Los resultados del subcomité fueron expuestos públicamente ante los miembros del Consejo en la 49.ª sesión, que derivaron en la aprobación de la resolución 7.